# Liste des accidents ferroviaires en France en 1919
Pour des articles plus généraux, voir Liste des accidents ferroviaires en France, Liste des accidents ferroviaires en France au XXe siècle et Liste des accidents ferroviaires en France dans les années 1910.
La liste des accidents ferroviaires en France en 1919, est une liste non exhaustive, chronologique.

## Janvier
- 20 janvier 1919 - Sur la ligne de Jessains à Sorcy, près de la gare de Mauvages, un train mixte de permissionnaires se dirigeant vers Sauvoy percute un train sanitaire arrêté à la suite d'une rupture d'attelage. La collision fera quinze morts et quarante-et-un blessés[1].
- 21 janvier 1919 - Sur la ligne Sens-Troyes, en gare de Theil-sur-Vanne, un train ramenant 1500 démobilisés du camp de Mailly percute un train de marchandises en manœuvre. Un soldat est tué, un garde-frein blessé[1].

## Février
- 1er février 1919 - Sur la ligne Paris-Mulhouse, près de Troyes, en gare de Montieramey, un train de soldats américains démobilisés percute deux locomotives allemandes à l'arrêt. On compte huit morts et une trentaine de blessés[2].
- 4 février 1919 - Sur la ligne Paris-Strasbourg, à 5 heures, entre les gares d'Ernecourt-Loxéville et de Lérouville, l'express Paris-Strasbourg, à Cousances-au-Bois (Meuse), rattrape et percute un train de permissionnaires, dont on tirera neuf morts et vingt-et-un blessés[3].
- 5 février 1919 - Sur la ligne Paris-Strasbourg, peu après la gare de La Ferté-sous-Jouarre, vers 23 heures, des voyageurs de l'express Paris-Metz alertés et suffoqués par des fumées suspectes émanant de deux voitures allemandes tirent le signal d'alarme, et descendent du train, arrêté pour partie dans le tunnel de Nanteuil-Saacy. Certains sont happés par un convoi arrivant sur la voie opposée, d'autres meurent asphyxiés. On dénombrera huit morts et une vingtaine de blessés. Les voitures ayant été livrées au titre des réparations dues par l'Allemagne, une rumeur d'attentat aux gaz toxiques se propagera, mais sera démentie par l'enquête, qui conclura à un simple incendie[4].

## Mars
- 15 mars 1919 - En gare de Noisy-le-Sec, vers 12 heures 50, un train de troupes déraille sur une voie de garage. D'une voiture renversée on tirera un mort et deux blessés[5].
- 31 mars 1919 - Sur la ligne de Caen à Flers, entre les gares de Vire et de Viessoix, un train spécial de bestiaux et de chevaux de l'armée britannique est percuté par le train de marchandises régulier. on dénombre un mort et six blessés[6].

## Avril
- 17 avril 1919 - À 0 heures 30, sur la ligne Paris-Brest, un train de permissionnaires arrêté en gare de Crissé à la suite d'une avarie de machine est percuté par un train transportant des soldats américains. Dans la collision, vingt militaires sont tués et quarante-sept blessés[7].

## Mai
- 1er mai 1919 - Vers 22 heures, à La Ferté-Saint-Aubin, sur un passage à niveau de la ligne d'Orléans à Toulouse, un camion de militaires américains est broyé par un train allant de Paris-Orsay à Toulouse. Trois de ses occupants sont tués, huit autres sont grièvement blessés[8].
- 31 mai 1919 - Au matin, un train ramenant d'Italie des soldats anglais déraille sur un aiguillage en gare d'Amiens. Deux voitures se renversent et se brisent. On en tirera trois morts, cinq blessés graves, et un certain nombre de blessés légers[9].

## Juin
- 1er juin 1919 - En gare de Meudon-Val-Fleury, sur la ligne de Paris-Invalides à Versailles-Rive-Gauche, au cours d'essais suivant sa sortie des ateliers, une automotrice électrique dont le conducteur n'a pas respecté un signal s'engage sur une voie de garage et s'écrase à 50 km/h contre un heurtoir. Sur ses cinq occupants, deux sont tués, les trois autres blessés[10].
- 8 juin 1919 - Près de Calais, un train de prisonniers allemands venant de Dunkerque stationnant à la halte de Saint-Pierre est tamponné par l'arrière par deux machines haut-le-pied anglaises. La collision fait trois morts et vingt-cinq blessés parmi les prisonniers allemands. Deux des militaires anglais conduisant les locomotives sont également tués[11].

## Juillet
- 13 juillet 1919 - Sur la ligne de Culmont - Chalindrey à Gray, vers deux heures du soir entre les gares de Gray et Chargey-lès-Gray, un train allant de Gray à Chalindrey entre en collision avec un train de permissionnaires: bilan cinq morts et une vingtaine de blessés[12].
- 21 juillet 1919 - Vers 7 heures, en gare de Versailles-Rive-Gauche, une erreur dans la manœuvre d'un aiguillage fait dérailler les dernières voitures d'un train arrivant de Paris-Montparnasse, qui percutent une machine en stationnement et se renversent. L'accident fait un mort et dix-sept blessés[13].

## Août
- 13 août 1919 - Entre Vierzon et Bourges, en gare de Mehun-sur-Yèvre, le train Nantes-Lyon déraille vers 7 heures. Quinze voitures se couchent. L'accident fera deux morts, dont le maire de Saumur, et une dizaine de blessés[14].
- 23 août 1919 - Sur la ligne Pau-Toulouse, un train Pau-Lourdes déraille sur un aiguillage en gare d'Artix, semble-t-il à cause de sa composition hétérogène. Une partie des voitures se fracasse contre des wagons de marchandises en stationnement. L'accident fera sept morts et une trentaine de blessés[15].
- 30 août 1919 - De nuit, sur la Ligne de Longuyon à Onville et Pagny-sur-Moselle, en gare de Mars-la-Tour, un train de houille percute un train de marchandises, écrasant son fourgon de queue, dans lequel le chef de train est tué[16].

## Septembre
- 4 septembre 1919 - Sur la ligne Montauban-Toulouse, vers 23 heures, l'express Paris-Toulouse, roulant au pas pour cause de panne entre les gares de Castelnau-d'Estrétefonds et de Saint-Jory est percuté par un express venant de Bordeaux (remorqué en double traction), qui broie ses trois dernières voitures. L'accident fera vingt morts et quarante blessés[17].
- 10 septembre 1919 - Sur la ligne de Sévérac-le-Château à Rodez, près d'un pont situé au lieudit Les Cayroules, entre les gares de Laissac et de Lugans, un rail a été arraché à l'explosif. Cet attentat provoque peu après 20 heures le déraillement du train venant de Rodez, dont quatre voitures dévalent en contrebas. Un voyageur est tué, deux autres sont blessés[18].
- 14 septembre 1919 - Entre Nantes et Redon, vers 6 heures, près de la gare de Dreffeac, l'express Paris-Quimper remorqué en double traction déraille, et la chaudière de la seconde locomotive explose, tuant mécanicien et chauffeur. Quelques voyageurs sont contusionnés[19].
- 25 septembre 1919 - À la jonction des lignes Toulouse-Marseille et Lyon-Marseille, en gare de Tarascon, à 7 heures, l'express Bordeaux-Marseille, ignorant la signalisation, prend en écharpe l'express Lyon-Marseille le coupant en deux et broyant trois de ses voitures. La collision fait sept morts et une trentaine de blessés[20],

## Novembre
- 3 novembre 1919 - Sur la ligne de Paris à Dijon, peu après la gare de Pont-sur-Yonne, vers 22 heures 30, le Simplon-Express à l'arrêt est percuté par le rapide Paris-Genève, dont le mécanicien n'a pas vu les signaux du block-système, aveuglé par une fuite de vapeur sur sa machine non réparée malgré ses demandes. Des dernières voitures du train tamponné on tirera vingt morts et une soixantaine de blessés[21].
- 8 novembre 1919 - À 8 heures 30, en gare de Watten, sur la ligne Calais-Lille, un train anglais rapatriant à Cologne des prisonniers allemands brûle les signaux protégeant une bifurcation et prend en écharpe un train de voyageurs, dont une passagère est tuée et sept autres occupants sont blessés[22].

## Décembre
- 11 décembre 1919 - Peu après son départ de la Gare de Marseille-Saint-Charles à 4 heures 45, à la station de Saint-Barthélemy, où se réparent les lignes vers Paris et Grenoble, le train allant de Marseille aux Alpes par Aix-en-Provence s'engage sur une voie de garage et s'écrase contre un heurtoir accolé à la pile d'un pont. L'accident, qui fait six morts et six blessés, a été causé par la conjonction de deux erreurs: celle d'un aiguilleur, qui n'a pas ouvert à temps la voie vers Aix, et celle du mécanicien, tué avec son chauffeur, qui, gêné par la vapeur et la fumée de sa machine, n'a pas vu le signal fermé[23].
- 22 décembre 1919 - Sur la ligne de Lille à Paris, vers 14 heures 30, peu avant l'entrée de la gare de Douai, l'arrière d'un express pour Paris arrêté à un carré est percuté par un train de marchandises en provenance de Dunkerque par une ligne adjacente. Le fourgon et les trois voitures de queue sont broyés. On en tirera douze morts et quarante-cinq blessés[24].